# Chrząstowice (gmina)
Pour les articles homonymes, voir Chrząstowice.
Chrząstowice est une gmina rurale du powiat de Opole, Opole, dans le sud-ouest de la Pologne. Son siège est le village de Chrząstowice, qui se situe environ 10 km à l'est de la capitale régionale Opole.
La gmina couvre une superficie de 82,31 km2 pour une population de 6 655 habitants.

## Géographie
La gmina inclut les villages de Chrząstowice, Dąbrowice, Daniec, Dębie, Dębska Kuźnia, Falmirowice, Lędziny, Niwki et, Suchy Bór
La gmina borde la ville d'Opole et les gminy de Izbicko, Ozimek, Tarnów Opolski et Turawa.